# Евстатий Маноилов
Eвстатий Маноилов е български лекар хомеопат и представител на пиротските бежанци в България.

## Биография
Роден в гр. Пирот през втората половина на 19 век в историко-географската област Поморавие в тогавашната Османска империя. Районът е предаден на Княжество Сърбия по силата на Берлински договор. Събитията стават повод мнозина пиротчани да се преселят в София, Цариброд и други български градове.
Завършва медицина във Вюрцбург, Германия, и придобива докторска степен. След завръщането си в свободна България е учител във Варненската гимназия през 1887 – 1888 г. Следващата учебна година преподава в Разград. Там наред с учителската си работа редактира списание и се включва в местната интелигенция. Присъства в списък с пиротчани български поданици, на които белградските власти забраняват да посещават Пирот и да преминават през сръбска територия след Сръбско-българската война. Според документа към 1894 г. Маноилов е практикуващ лекар във Велико Търново. През 1897 г. негова намеса убеждава полицията, че тялото на покойника Алеко Константинов не представлява санитарна опасност за здравето на софиянци, заради което то е снето от превозващия го влак и изложено директно на перона за поклонение пред хилядно множество. Известно време живее в Америка.
В София се установява в къща №7 на ул. „Владайска“ в близост до Черната джамия. Става домашен лекар на столични семейства и често прилага на пациентите си водолечение. Нарежда се сред изтъкнатите привърженици на хомеопатията в България. На годишното събрание на Софийското медицинско дружество през 1901 г. е четен негов реферат.
Отбелязан е като E. Manoiloff, docteur en médecine в подробен Адрес-плебисцит, подписан от видни пиротчани жители на Царство България, които през 1919 г. настояват пред САЩ и Антантата районът на Пирот да не остава под властта на сръбската държава. Заминава за Петроград, където умира в годините около Болшевишката революция.